# Eugène Van Walleghem
Eugène Van Walleghem (Couillet, 16 oktober 1882 - aldaar, 31 mei 1964) was een Belgisch volksvertegenwoordiger en burgemeester van Couillet.

## Levensloop
Metaalbewerker van beroep, werd Van Walleghem vakbondsleider.
Van 1921 tot aan zijn dood was hij gemeenteraadslid en burgemeester van Couillet.
In 1919 werd hij verkozen tot socialistisch volksvertegenwoordiger voor het arrondissement Charleroi en hij vervulde dit mandaat tot in 1949.
- Virtual International Authority File: 8527154260714724480009